# Perepiczka kijowska

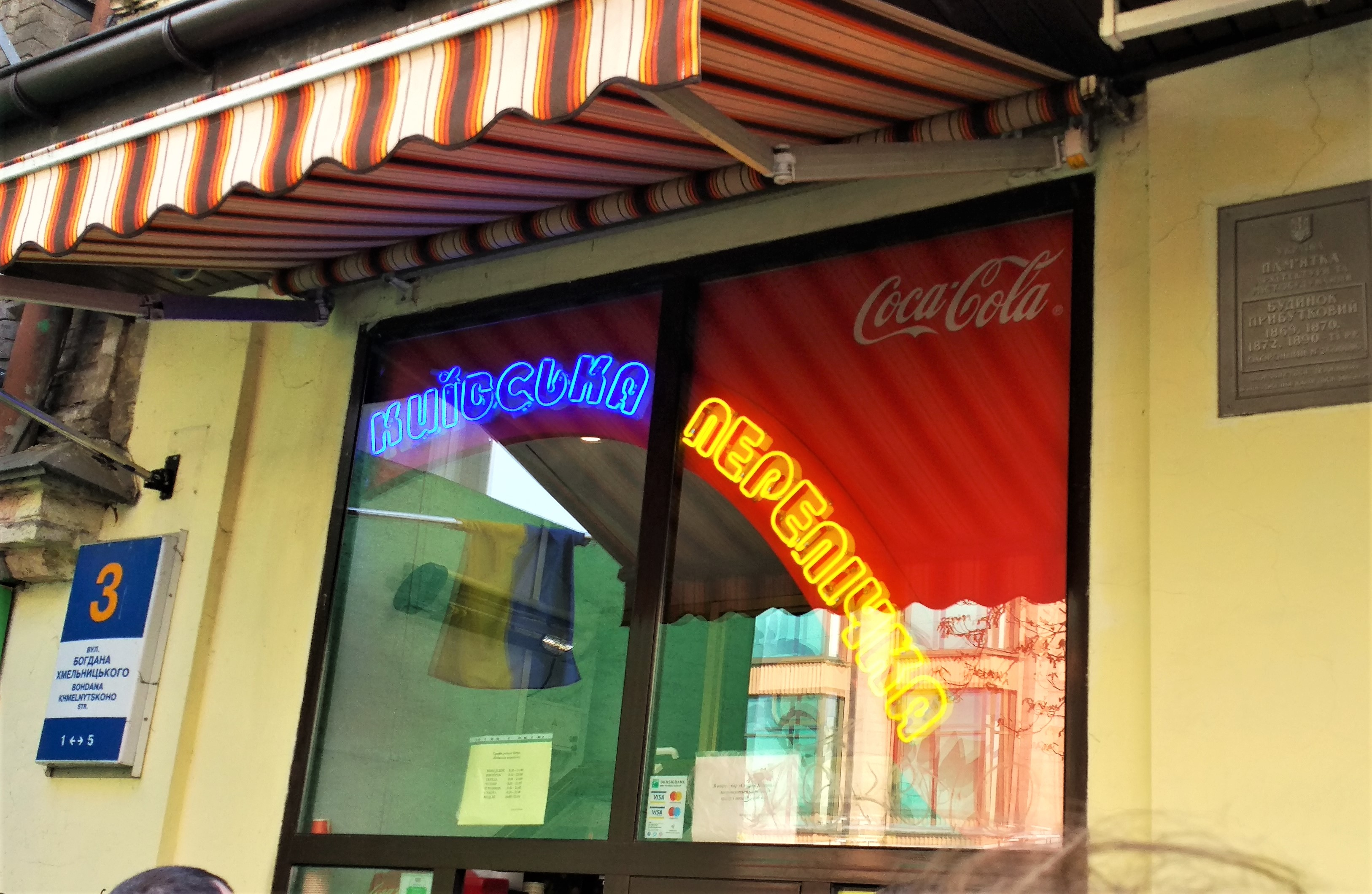
Okienko dla klientów

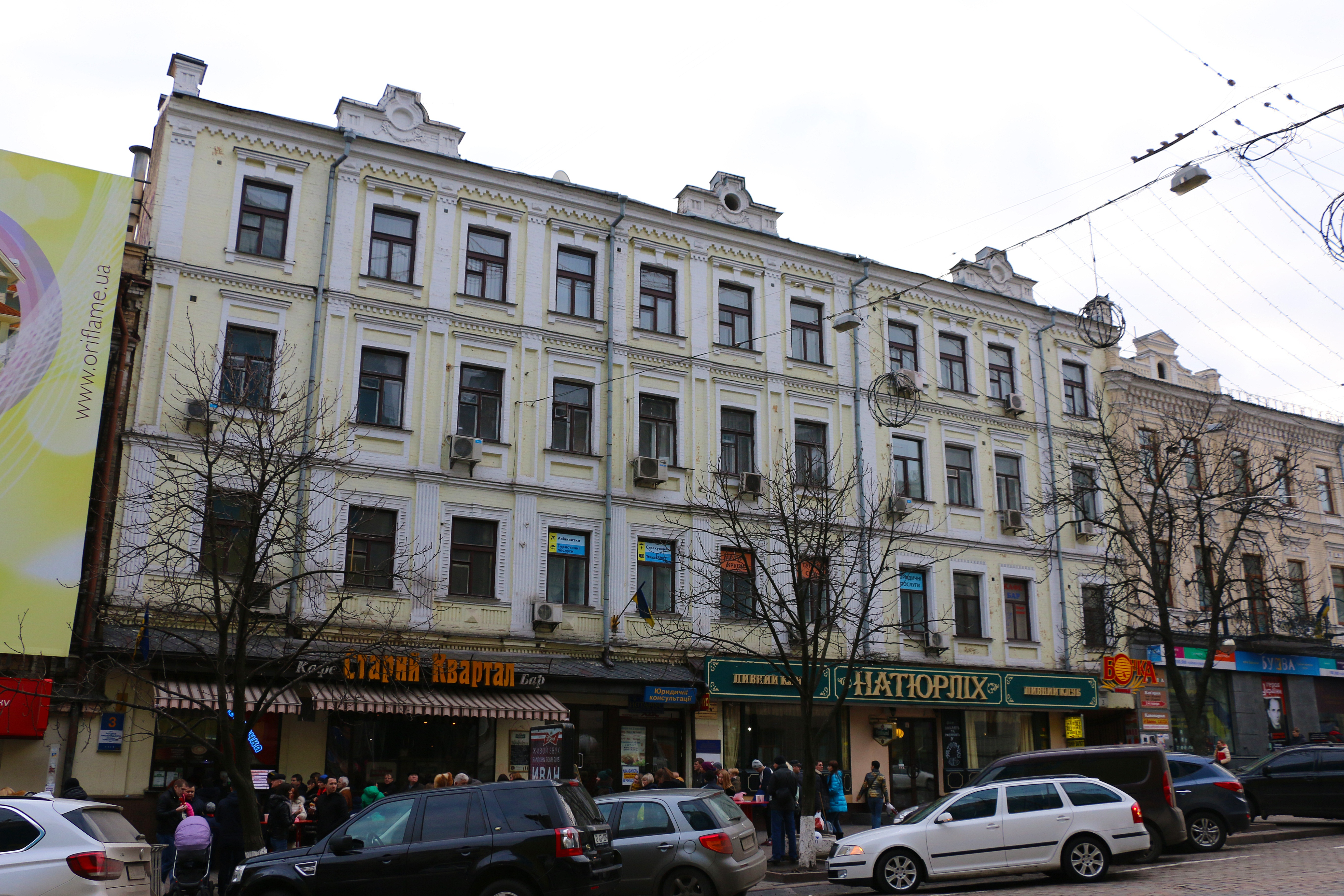
Budynek pod numerem 3 przy ulicy Chmielnickiego. W lewym dolnym rogu widać kolejkę.

Perepiczka kijowska (ukr. Ки́ївська пере́пічка) – nazwa baru szybkiej obsługi w Kijowie, gdzie podaje się jedno danie (smażone na głębokim oleju) – pączek z parówką, w rodzaju hot doga. Danie to jest uważane za jedną z kulinarnych wizytówek Kijowa.

## Historia i opis
Bar został otwarty w 1981 roku i istnieje w niezmienionej formie w tym samym miejscu (w budynku przy ulicy Bohdana Chmielnickiego 3, niedaleko Chreszczatyku). Jest to najstarszy kijowski obiekt gastronomiczny sprzedający fast food. Koszt posiłku w czasach sowieckich wynosił 22 kopiejki. Po zmianie przynależności państwowej Kijowa, przyjemność konsumpcji parówki w cieście w kwietniu 2011 roku kosztowała 4,5 hrywny, a w styczniu 2022 roku – 30 hrywien. Sprzedaż dania jest prowadzona przez lufcik.
W Polsce danie jest opisane jako pączek po kijowsku – ciepła parówka w cieście drożdżowym smażonym w głębokim tłuszczu. Masa pączka po kijowsku to około 150 g, z czego ciasto stanowi ok. 75% wagi gotowego wyrobu.

## Wyróżnienia i zauważalność
W 2018 roku na TripAdvisorze bar został liderem barów typu fast-food w Kijowie i liderem jakości w latach 2015–2018 (ang. Certificate of Excellence 2015–2018 Winner). 
Szybkie danie z Kijowa jest wymieniane w niektórych współczesnych przewodnikach i internetowych zasobach turystycznych, m.in. na Foursquare, Lonely Planet i innych.

## Galeria

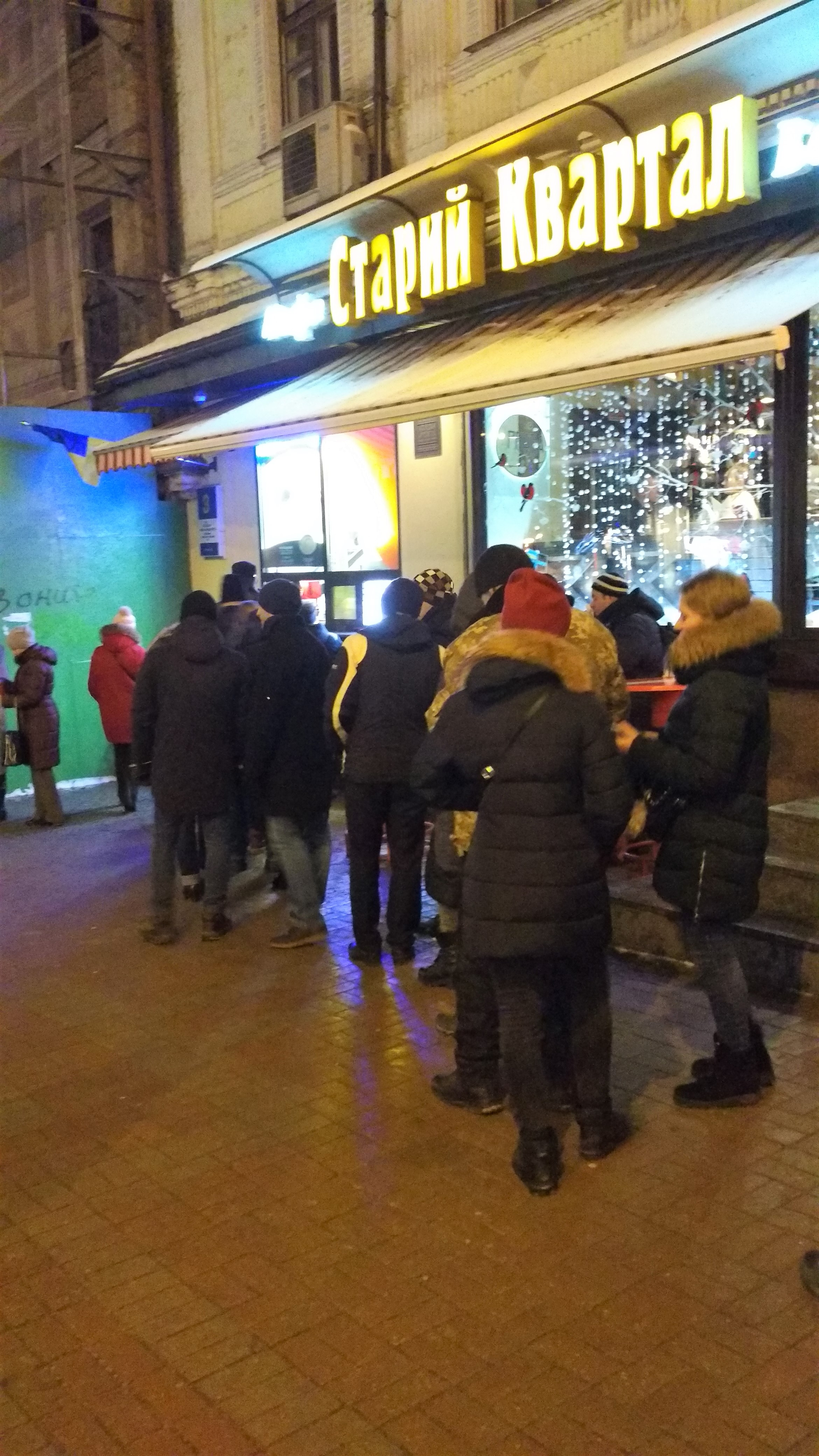
Kolejka klientów do baru
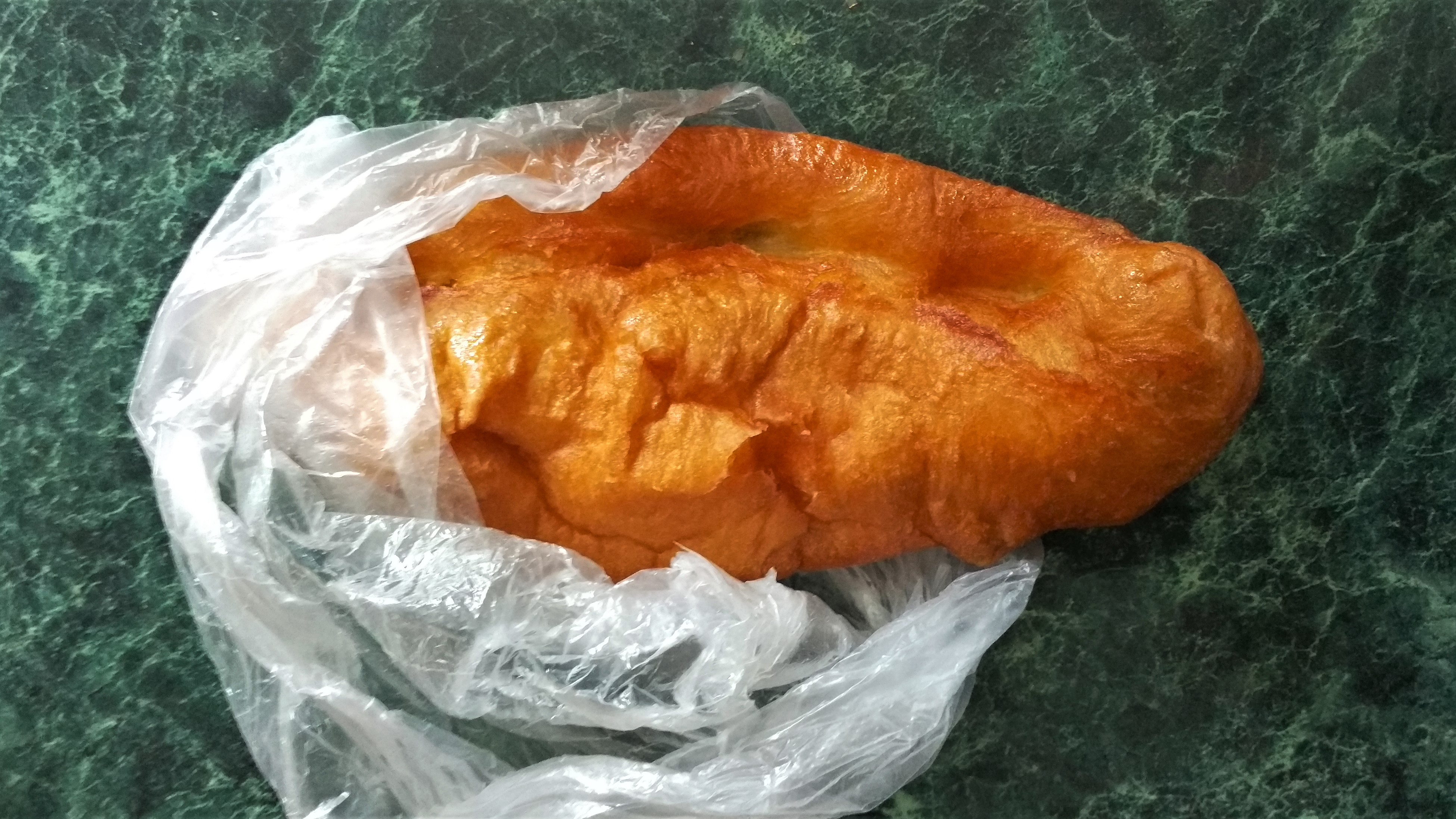
Zbliżenie na potrawę
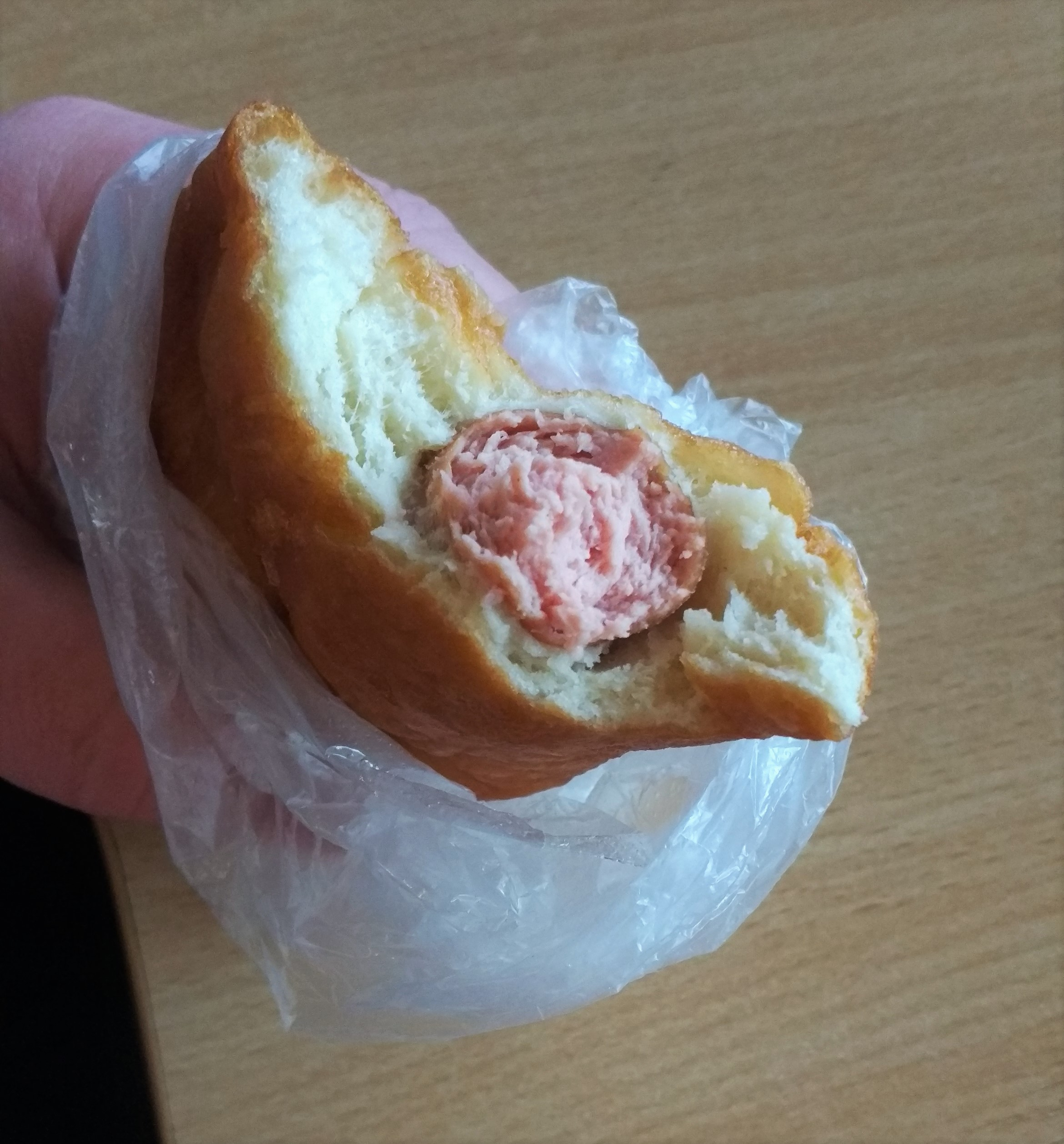
Parówka w pączku